# 經濟干預主義
经济干预主义（有时称为国家干预主义、经济干预）是一种经济政策，是指政府干预市场的过程以及政府或国际机构在市场经济中采取的行动，旨在影响经济以及提供公共产品。有觀點認為，干预市场可以纠正市场失灵，促进人民的普遍福利、经济增长以及增加就业，透过提高工资、提高或降低价格，促进收入平等，管理货币供应和利率，进而增加利润。
干预一词在哲学层面上假设国家和经济本身应该相互分离，因此该术语适用于资本主义市场经济，政府行为通过法规，经济政策或补贴中断市场力量（在市场上运营的国有企业不构成干预）。干预一词通常由自由放任和自由市场的拥护者使用。以高度国家干预为特征的资本主义市场经济通常被称为混合经济。

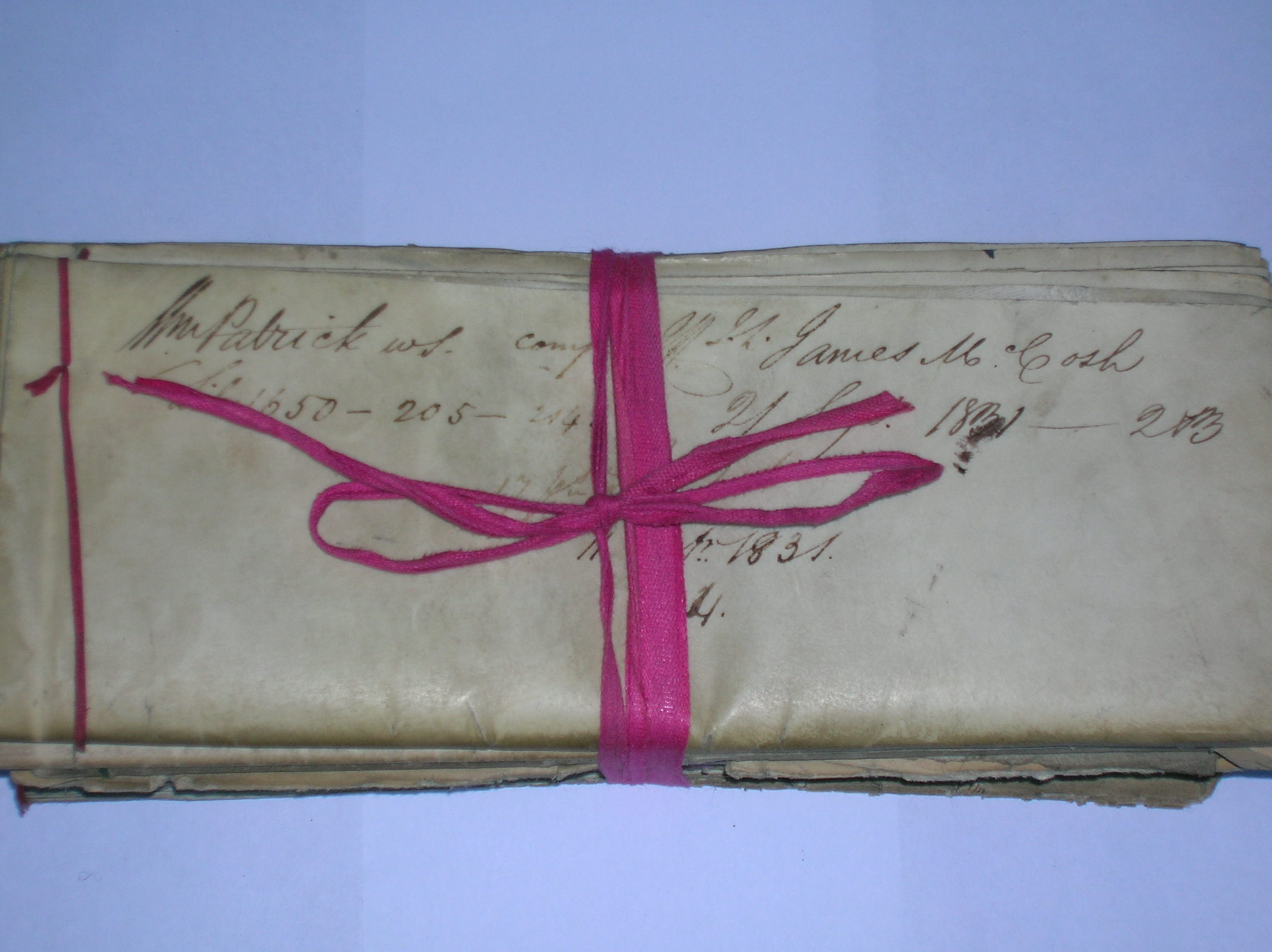
繁文缛节绑定了19世纪的文件，这是“繁文缛节”这一短语的起源，批评经济干预主义的法律法规

## 政治观点
自由市场和其他自由市场或自由放任经济学的倡导者普遍认为，由于意外后果的法律，对政府无法有效管理经济问题和其他考虑因素的信念，政府干预是有害的。然而，现代自由主义者（在美国）和当代社会民主主义者（在欧洲）倾向于支持干预主义，将国家经济干预视为促进更大收入平等和社会福利的重要手段。此外，许多中右翼团体，如戴高乐主义者，保守派和基督教民主党人，也支持国家经济干预主义，以促进社会秩序和稳定。民族保守主義者也经常支持经济干预主义，作为保护一个国家或其人民的权力和财富的手段，特别是通过赋予被视为全国至关重要的行业的优势。这种政府干预通常在潜在利益超过外部成本。
另一方面，马克思主义者常常认为政府福利计划可能会干扰推翻资本主义并用社会主义取而代之的目标，因为福利国家使资本主义更容易被普通工人所容忍。社会主义者经常批评干预主义（由社会民主主义者和社会自由主义者支持）是不可持续的，并且从长远来看可能导致更多的经济扭曲。从这个角度来看，任何修补资本主义矛盾的尝试都会导致其他地方的经济扭曲，因此唯一真正和持久的解决方案是用社会主义经济完全取代资本主义。

## 效果
政府经济干预主义的影响受到广泛争议。

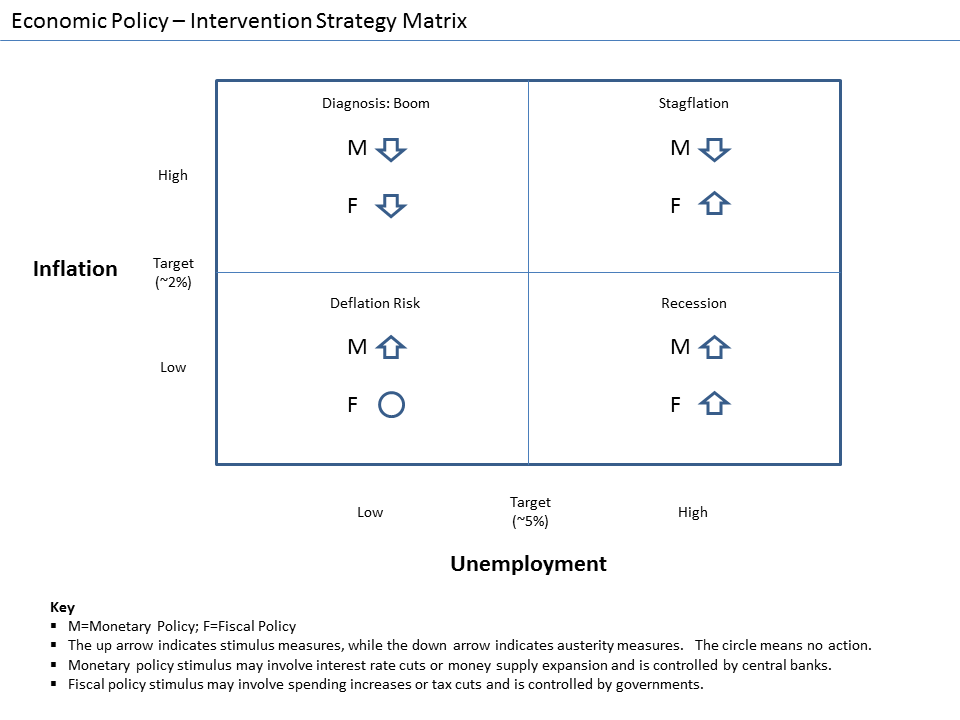
不同条件下的典型干预策略

监管当局并未始终关闭市场，但正如各国和各种机构（国际货币基金组织和世界银行）在拉丁美洲的经济自由化努力所表明的那样，“金融自由化和私有化恰逢民主化”。一项研究表明，在失去的十年之后，出现了越来越多的“监管机构扩散”并且这些参与者参与了拉丁美洲经济体的重组。到20世纪80年代，拉丁美洲经历了债务危机和恶性通货膨胀（1989年和1990年）。这些国际利益相关者限制了国家的经济杠杆，并将其约束在合作中。经过多次项目和多年来阿根廷等国家未能遵守的尝试失败后，续约和干预似乎停滞不前。促使阿根廷经济进步的两个关键干预因素是大幅增加私有化和建立货币委员会。可以看出，这体现了包括国际货币基金组织和世界银行在内的全球机构，煽动和宣传开放，以增加包括拉丁美洲在内的地方的外国投资和经济发展。
在西方国家，政府官员在理论上权衡了人口干预的成本效益，或者他们在第三方私人当事人的胁迫下屈服，必须采取行动。对经济发展的干预也是利益相关者的自由裁量权和自身利益，对进步和发展理论的多种解释。为了说明这一点，在2008年金融危机期间，政府和国际机构并未支持雷曼兄弟，因此允许他们申请破产。几天后，当美国国际集团陷入崩溃时，国家花了公共资金来防止其垮台。这些公司与国家有着相互关联的利益，因此他们的动机是影响政府指定不会抑制其资产积累的监管政策。在日本，安倍经济学是首相安倍晋三希望在全球化经济中恢复该国昔日辉煌的一种干预。